# Strada statale 716 Raccordo di Pistoia
La strada statale 716 Raccordo di Pistoia (SS 716), già nuova strada ANAS 4 Raccordo autostradale di Pistoia (NSA 4) è una strada statale italiana che si sviluppa nel territorio comunale di Pistoia.

## Percorso
Si presenta come una superstrada a carreggiata doppia, con due corsie per ogni senso di marcia, senza corsia di emergenza, separate da New Jersey in cemento, che permette di collegare l'area sud e l'area nord-ovest della città ed ha la funzione di tangenziale, con 7 uscite ed una lunghezza di 5 km. Sono in vigore le medesime restrizioni al transito valide sulle strade extraurbane principali.
Fa parte dell'anello viario intorno alla città, che avrà una lunghezza di circa 14 km, il quale verrà completato con la strada d'interquartiere a nord (ampia strada a due corsie), che avrà la funzione di tangenziale Nord, una parte della quale è già stata realizzata dall'uscita "Pistoia-viale Europa" del raccordo sino a via di Collegigliato, da dove dovrà essere costruito l'ultimo tratto fino al congiungimento con la Tangenziale Est, completando così il sistema viario ad anello intorno alla città.

## Storia
Provvisoriamente classificata come nuova strada ANAS 4 Raccordo autostradale di Pistoia, nel 2010 ha ricevuto la classificazione attuale col seguente itinerario: "Innesto con la S.S. n. 64 a nord di Pistoia - Svincolo con l'A11 a Sud di Pistoia".
| Raccordo di Pistoia | |       |      |           |
| Tipologia           | Indicazione | ↓km↓  | ↑km↑ | Provincia |
|                     | Rotatoria della Vergine Centro città - Stazione ferroviaria di Pistoia Prato - Firenze - Empoli - Vinci Tangenziale Est                                  | 0     | -    | PT        |
|                     | Area di servizio | 0,150 | -    | PT        |
|                     | Casello autostradale Firenze - Mare Firenze - Pisa Nord                                                                                                  | 0,480 | -    | PT        |
|                     | Pistoia Sud Centro città - Stazione ferroviaria di Pistoia Ospedale "San Jacopo" Stabilimento Hitachi Motorizzazione civile Quartieri ex-Breda Est/Ovest | 1     | -    | PT        |
|                     | Pistoia centro Lucca - Montecatini Terme Viale Adua - viale Macallè                                                                                      | 2     | -    | PT        |
|                     | Pistoia Ovest Zoo Città di Pistoia Auditorium Stazione ferroviaria di "Pistoia Ovest" Momigno - Femminamorta                                             | 2,8   | -    | PT        |
|                     | Pistoia Viale Europa Stadio "Marcello Melani" | 4,30  | -    | PT        |
|                     | Area di servizio | 4,90  | -    | PT        |
|                     | Pistoia Nord Porrettana Porretta Terme - Bologna - Ferrara Pistoiese San Marcello Pistoiese - Abetone - Modena                                           | 5,5   | -    | PT        |

## Strada statale 716 dir Raccordo di Pistoia
La strada statale 716 dir Raccordo di Pistoia (SS 716 dir), già nuova strada ANAS 550 S.S N. 66 - S.S. N. 716 (NSA 550) è una strada statale italiana che si sviluppa nel territorio comunale di Pistoia.
Si tratta della bretella di collegamento dallo svincolo Modena-Abetone della SS 716 alla strada statale 66 Pistoiese, con un percorso parallelo a quello sotteso della stessa SS 66 ma, a differenza di quest'ultimo, privo di attraversamenti di centri abitati e di incroci a raso.
La strada è stata poi oggetto del cosiddetto piano Rientro strade, per cui la competenza è passata all'ANAS il 16 novembre 2018 la quale la ha provvisoriamente classificata come nuova strada ANAS  550 S.S N. 66 - S.S. N. 716 (NSA 550). La classificazione definitiva è poi avvenuta nel corso del 2019.